# Fed Cup 2018
De Fed Cup werd in 2018 voor de 56e keer gehouden. De Fed Cup is de jaarlijkse internationale tenniscompetitie voor landenteams, voorbehouden aan vrouwen. Dit jaar deden 96 teams met het toernooi mee.
Verenigde Staten was de titelverdediger, en de nummer twee van de plaatsingslijst. Zij bereikten de finale, waar zij de duimen moesten leggen voor Tsjechië, dat voor de elfde keer de titel won, waarvan zes keer in de afgelopen acht jaren. Voor het eerst sinds 1985 wisten de Tsjechische dames de Amerikanen in een onderlinge landenontmoeting te bedwingen.

## Wereldgroep I
|  | eerste ronde 10 en 11 februari       | eerste ronde 10 en 11 februari   |                            |   | halve finale 21 en 22 april | halve finale 21 en 22 april |  |  | finale 10 en 11 november | finale 10 en 11 november |
|  |                                      |                                  |                            |   |                             |                             |  |  |                          |                          |
|  |                                      |                                  |                            |   |                             |                             |  |  |                          |                          |
|  | Minsk (hardcourt, binnen)            |                                  |                            |   |                             |                             |  |  |                          |                          |
|  |                                      |                                  |                            |   |                             |                             |  |  |                          |                          |
|  | Wit-Rusland (1)                      | 2                                |                            |   |                             |                             |  |  |                          |                          |
|  | Wit-Rusland (1)                      | 2                                | Stuttgart (gravel, binnen) |   |                             |                             |  |  |                          |                          |
|  | Duitsland                            | 3                                |                            |   |                             |                             |  |  |                          |                          |
|  | Duitsland                            | 3                                | Duitsland                  | 1 |                             |                             |  |  |                          |                          |
|  | Praag (hardcourt, binnen)            |                                  | Duitsland                  | 1 |                             |                             |  |  |                          |                          |
|  |                                      | Tsjechië (3)                     | 4                          |   |                             |                             |  |  |                          |                          |
|  | Tsjechië (3)                         | Tsjechië (3)                     | 4                          | 3 |                             |                             |  |  |                          |                          |
|  | Tsjechië (3)                         |                                  | Praag (hardcourt, binnen)  | 3 |                             |                             |  |  |                          |                          |
|  | Zwitserland                          | 1                                |                            |   |                             |                             |  |  |                          |                          |
|  | Zwitserland                          | 1                                | Tsjechië (3)               | 3 |                             |                             |  |  |                          |                          |
|  | La Roche-sur-Yon (hardcourt, binnen) |                                  | Tsjechië (3)               | 3 |                             |                             |  |  |                          |                          |
|  |                                      | Verenigde Staten (2)             | 0                          |   |                             |                             |  |  |                          |                          |
|  | Frankrijk (4)                        | Verenigde Staten (2)             | 0                          | 3 |                             |                             |  |  |                          |                          |
|  | Frankrijk (4)                        | Aix-en-Provence (gravel, binnen) |                            | 3 |                             |                             |  |  |                          |                          |
|  | België                               | 2                                |                            |   |                             |                             |  |  |                          |                          |
|  | België                               | 2                                | Frankrijk (4)              | 2 |                             |                             |  |  |                          |                          |
|  | Asheville (hardcourt, binnen)        |                                  | Frankrijk (4)              | 2 |                             |                             |  |  |                          |                          |
|  |                                      | Verenigde Staten (2)             | 3                          |   |                             |                             |  |  |                          |                          |
|  | Verenigde Staten (2)                 | Verenigde Staten (2)             | 3                          | 3 |                             |                             |  |  |                          |                          |
|  | Verenigde Staten (2)                 |                                  |                            | 3 |                             |                             |  |  |                          |                          |
|  | Nederland                            | 1                                |                            |   |                             |                             |  |  |                          |                          |
|  | Nederland                            | 1                                |                            |   |                             |                             |  |  |                          |                          |

Eerstgenoemd team speelde thuis.

## Wereldgroep II
Er waren acht deelnemende landen in Wereldgroep II. In het weekeinde van 10 en 11 februari 2018 speelde iedere deelnemer een landenwedstrijd tegen een door loting bepaalde tegenstander.
- Australië, Italië, Roemenië en Slowakije gingen naar de Fed Cup 2018 Wereldgroep I play-offs.
- Canada, Oekraïne, Rusland en Spanje gingen naar de Fed Cup 2018 Wereldgroep II play-offs.

## Wereldgroep I play-offs
Er waren acht deelnemende landen in de Wereldgroep I play-offs. In het weekeinde van 21 en 22 april 2018 speelde iedere deelnemer een landenwedstrijd tegen een door loting bepaalde tegenstander.
- België en Wit-Rusland handhaafden hun niveau, en bleven in Wereldgroep I.
- Australië en Roemenië promoveerden van Wereldgroep II in 2018 naar Wereldgroep I in 2019.
- Italië en Slowakije wisten niet te ontstijgen aan Wereldgroep II.
- Nederland en Zwitserland degradeerden van Wereldgroep I in 2018 naar Wereldgroep II in 2019.

## Wereldgroep II play-offs
Er waren acht deelnemende landen in de Wereldgroep II play-offs. In het weekeinde van 21 en 22 april 2018 speelde iedere deelnemer een landenwedstrijd tegen een door loting bepaalde tegenstander.
- Canada en Spanje handhaafden hun niveau, en bleven in Wereldgroep II.
- Japan en Letland promoveerden van hun regionale zone in 2018 naar Wereldgroep II in 2019.
- Paraguay en Verenigd Koninkrijk wisten niet te ontstijgen aan hun regionale zone.
- Oekraïne en Rusland degradeerden van Wereldgroep II in 2018 naar hun regionale zone in 2019.

## België
Na zeven opeenvolgende zeges trad België voor het eerst sedert 2012 aan in Wereldgroep I. In de eerste ronde speelde het Belgische team uit tegen Frankrijk. België werd vertegenwoordigd door Elise Mertens (WTA-20), Kirsten Flipkens (WTA-70), Alison Van Uytvanck (WTA-79) en Ysaline Bonaventure (WTA-155). Beide landen wonnen twee enkelspelwedstrijden, waarna het beslissende dubbelspel door Frankrijk gewonnen werd. Hierdoor speelde België in april om behoud in Wereldgroep I. Door loting werd Italië hun tegenstander. In Genua wisten de Belgische dames drie enkelspelpartijen plus de dead doubles rubber te winnen, en daarmee hun positie in Wereldgroep I ook in 2019 veilig te stellen.
| datum      | tegenstander | uitslag | locatie | groep | ronde               | w/v     |
| ---------- | ------------ | ------- | ------- | ----- | ------------------- | ------- |
| 2018-02-10 | Frankrijk    | 2-3     | uit     | WG    | 1e ronde            | verlies |
| 2018-04-21 | Italië       | 4-0     | uit     | WG    | degradatiewedstrijd | winst   |

## Nederland
Nederland speelde voor de derde keer op rij in Wereldgroep I. In de eerste ronde speelde het Nederlandse team uit tegen de Verenigde Staten. Nederland werd vertegenwoordigd door Richèl Hogenkamp (WTA-108), Arantxa Rus (WTA-124), Lesley Kerkhove (WTA-165) en Demi Schuurs (WTA-32 in dubbelspel). Na drie verloren enkelspelpartijen mocht de ploeg nog wel een overwinning in het dubbelspel meenemen. Nederland speelde in april om behoud in Wereldgroep I. Door loting werd hun tegenstander Australië. Na Kiki Bertens zegden nu ook Richèl Hogenkamp en Arantxa Rus af – de Nederlandse kleuren werden in Wollongong verdedigd door Lesley Kerkhove (WTA-210), Quirine Lemoine (WTA-295), Demi Schuurs (WTA-29 in dubbelspel) en Indy de Vroome (zonder WTA-positie). Kerkhove verraste door grandslamkampioen Samantha Stosur te verslaan, maar alle overige partijen gingen verloren. Nederland kwam hierdoor in 2019 uit in Wereldgroep II.
| datum      | tegenstander     | uitslag | locatie | groep | ronde               | w/v     |
| ---------- | ---------------- | ------- | ------- | ----- | ------------------- | ------- |
| 2018-02-10 | Verenigde Staten | 1-3     | uit     | WG    | eerste ronde        | verlies |
| 2018-04-21 | Australië        | 1-4     | uit     | WG    | degradatiewedstrijd | verlies |

## Legenda
| niveau 1 | niveau 2 | niveau 3 | niveau 4 | niveau 5 |